# 朝日杯争奪日本学生ゴルフ選手権
朝日杯争奪日本学生ゴルフ選手権（あさひはいそうだつ にほんがくせいゴルフせんしゅけん）は、日本学生ゴルフ連盟が主催する、学生ゴルファー日本一決定戦。毎年10月下旬に開催される。

## 歴史
1953年、戦後の学生ゴルフ振興のために朝日新聞社が創設した。男子女子共に2日間ストロークプレー方式で行われている。しかし朝日の降板で2022年に終了。日本連盟は急遽2022年より常陸宮賜杯全日本大学ゴルフ選手権競技を新設。

## 歴代優勝者
| 開催年 | 男子       | 男子           | 女子       | 女子         | 開催コース                     |
| 開催年 | 優勝者     | 学校           | 優勝者     | 学校         | 開催コース                     |
| ------ | ---------- | -------------- | ---------- | ------------ | ------------------------------ |
| 2005年 | 高山準平   | 愛知学院大学   | 横山倫子   | 専修大学     | こだまゴルフクラブ             |
| 2006年 | 大谷俊介   | 名古屋商科大学 | 佐伯三貴   | 東北福祉大学 | こだまゴルフクラブ             |
| 2007年 | 渡邉登優   | 東北福祉大学   | 綾田紘子   | 法政大学     | 千葉カントリークラブ梅郷コース |
| 2008年 | 藤本佳則   | 東北福祉大学   | 小山恵利子 | 日本大学     | 千葉カントリークラブ梅郷コース |
| 2009年 | 小平智     | 日本大学       | 綾田紘子   | 法政大学     | 千葉カントリークラブ梅郷コース |
| 2010年 | 富村真治   | 東北福祉大学   | 大堀薫     | 大阪学院大学 | 千葉カントリークラブ梅郷コース |
| 2011年 | 小袋秀人   | 日本大学       | 柳澤美冴   | 法政大学     | 千葉カントリークラブ梅郷コース |
| 2012年 | 小浦和也   | 専修大学       | 荒井舞     | 専修大学     | 千葉カントリークラブ梅郷コース |
| 2013年 | 木下稜介   | 大阪学院大学   | 沖せいら   | 東北福祉大学 | 千葉カントリークラブ梅郷コース |
| 2014年 | 小浦和也   | 専修大学       | 丹野寧々   | 中央学院大学 | こだまゴルフクラブ             |
| 2015年 | 長谷川祥平 | 大阪学院大学   | 高山佳小里 | 専修大学     | 千葉カントリークラブ梅郷コース |
| 2016年 | 大嶋炎     | 大阪学院大学   | 松田唯里   | 福井工業大学 | 千葉カントリークラブ梅郷コース |
| 2017年 | 桂川有人   | 日本大学       | 木村円     | 日本体育大学 | 千葉カントリークラブ梅郷コース |
| 2018年 | 遠藤健太   | 東北福祉大学   | 木村円     | 日本体育大学 | 千葉カントリークラブ梅郷コース |
| 2019年 | 砂川公佑   | 大阪学院大学   | 星川ひなの | 日本大学     | 千葉カントリークラブ梅郷コース |

## 参考
- Golfweb　ゴルフ情報総合サイト　　2019年12月3日閲覧
- トレンド　朝日杯争奪日本学生・日本女子学生ゴルフ選手権 ALBA 2019年11月27日閲覧